# Yeosu
Yeosu ist eine Stadt in Jeollanam-do, Südkorea, deren Gebiet auf eine Halbinsel und 317 kleinere und größere Inseln verteilt ist. Gemeinsam mit den in Jeollanam-do gelegenen Städten Suncheon und Gwangyang sowie dem in Gyeongsangnam-do gelegenen Kreis Hadong gehört die Stadt Yeosu zur Gwangyang Bay Free Economic Zone. Yeosu war Gastgeber der Weltausstellung Expo 2012.

## Administrative Gliederung
- Dolsan-eup
- Sora-myeon
- Yulchon-myeon
- Hwayang-myeon
- Nam-myeon
- Hwajeong-myeon
- Samsan-myeon

und 20 weitere dongs

## Geografische Lage
Wegen des Gebirges ist die Erde in Yeosu relativ abschüssig. Der Küstenstrich ist sehr kompliziert und die Meerwassertiefe ist seicht, weswegen es viel Watt gibt.

## Klima
Die Jahresdurchschnittstemperatur beträgt 14,4 °C. Das milde und warme Klima ist von ozeanischem Klima geprägt und wegen der warmen Meeresströmung ist es im Winter nicht kalt. Die Jahrestemperatur beträgt im Durchschnitt 25,7 °C im Sommer und 2,2 °C im Winter. Relativ gesehen sind der Frühling und der Herbst länger als der Sommer und der Winter.

## Geschichte
Vor Christus existierte Yeosu schon als koreanische Halbinsel. In der Goryeo-Dynastie erhielt sie ihren Namen Yeosu. Geschichtlich gesehen haben viele Hafenstädte in Korea große Schäden von Angriffen japanischer Seeräuber erlitten. Daher wurde auch Yeosu besonders gegen Angriffe geschützt. Trotzdem wurde es während der Goryeo-Dynastie von japanischen Seeräubern im Südwesten attackiert. So wurde von 1592 bis 1598 der siebenjährige Invasionskrieg namens Imjin-Krieg von japanischen Streitkräften in Korea ausgefochten. Außerdem ist Yeosu der Ursprungsort des Donghak-Aufstand. Der Donghak-Aufstand von 1893/94 war eine Anti-Regierungs-, Anti-Aristokratie und Anti-Ausländer-Rebellion in Korea, welche zum Auslöser des Ersten Chinesisch-Japanischen Kriegs wurde. Es war eine religiös und politisch motivierte Bewegung in der Joseon-Dynastie mit der Intention einerseits Sozialreformen durchzuführen und andererseits Ausländer des Landes zu verweisen. Viele Koreaner verachteten den ausländischen Einfluss über ihr Land und die korrupte und tyrannische Herrschaft der Joseon-Dynastie. Der Donghak-Aufstand gehörte auch zu der Serie an Ereignissen, welche die Joseon-Dynastie zu ihrem Ende gebracht hatte. Die Donghak-Ideologie war eine Mischung aus Elementen des Konfuzianismus, Buddhismus und Songyo (Lehre von Sillas Hwarang) sowie modern-humanistischen Klassenkampftheorien, welche heute vielleicht als marxistisch angesehen werden könnten.

## Politik
Yeosu wird durch das Yeosu City Government verwaltet. Der Bürgermeister wird direkt und für vier Jahre gewählt und steht dem Yeosu City Government vor. In Yeosu gibt es keine großen Bezirken wie in Seoul, sondern 27 kleine Stadtviertel. Der Bürgermeister heißt Kim Chungseok.

## Innenstadt
Die Innenstadt ist nicht groß. Sie verteilt sich auf die Viertel Jungangdong, Hakdong und Yeoseodong, die alle nicht weit entfernt voneinander liegen. Das Rathaus Yeosus steht in Hakdong. In der Nähe von Jungangdong befinden sich das Ferry Terminal, der Haeyang Park und der Dolsan Park. Yeosu KBS, ein Rundfunksender, steht auch hier. In der Innenstadt gibt es einige Einkaufsstraßen. Jungangdong und Jinnamgil bilden die Altstadt und waren früher die Hauptgeschäftsstraßen. Yeoseodong ist ein Gebiet für junge Leute. Hier gibt es ein Bus-Terminal, viele neue Appartements, die Cheonnam National Universität sowie ein paar Hotels. Der Mipyung Bahnhof ist nicht weit von Yeoseodong entfernt.

## Expo-Gelände
Das Expo-Gelände befindet sich in Sujeongdong, einem Stadtviertel, das in der Nähe des Hafens liegt. Im Norden des Expo-Geländes befindet sich der Hauptbahnhof. Hier werden momentan "Expo-Town" für die Expo-Mitarbeiter und der Dadohae Park gebaut.

## Insel Odong
Die Insel ist eins der wichtigsten Reiseziele in Yeosu und erfreut sich insbesondere bei Liebespaaren großer Beliebtheit. Daher stammt auch der Spitzname „Liebesinsel“. Auf einem Kreuzfahrtschiff kann man als Besucher Dutzende von Möwen, die um das Schiff herum kreisen, beobachten. Es gibt zudem auch einen Gehweg sowie den Zug „Dongbaek“, die beide bis zur Insel führen. Man findet dort auch einen Park, der aus einem tunnelartigen Wanderweg im Wald, einem 25 Meter hohen Leuchtturm, und einem Musik spielenden Wasserfall besteht.

## Halle Jinnamgwan
Die Halle Jinnamgwan liegt im Zentrum Yeosus. Sie ist Koreas Nationalschatz Nr. 304 und gleichzeitig die längste einstöckige Holzhalle Koreas. Die mächtige Halle mit ihren 68 beeindruckenden Säulen wurde 1598 gebaut und diente Admiral Yi während des Imjin-Krieges als staatliches Gästehaus und Marine-Oberkommandozentrale. Von hier aus wurden die großen Siege der koreanischen Marine geplant. Wie man es von einer Marine-Oberkommandozentrale erwartet, bietet die Halle einen exzellenten Blick über den Hafen, inklusive der Dolsan-Brücke.

## Partnerstädte

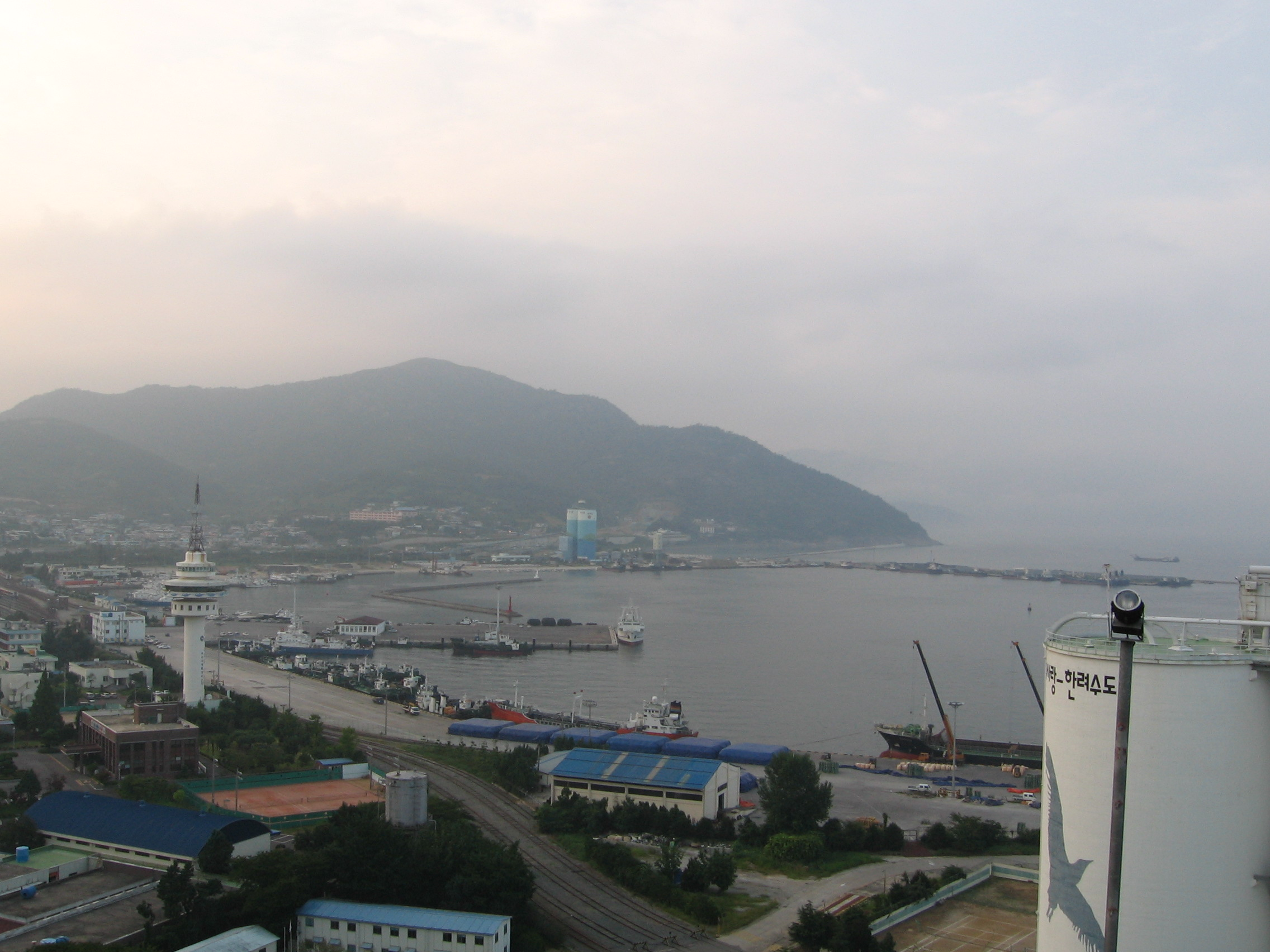
Blick über einen Teil des Hafens von Yeosu

- Karatsu, Präfektur Saga, Japan (seit 5. März 1982)
- Sikeston, Missouri, USA (seit 27. Oktober 1988)
- Hangzhou, Zhejiang, China (seit 1. November 1995)
- Weihai, Shandong, China (seit 27. Februar 1995)
- Cebu, Philippinen (seit 23. Oktober 1996)
- Santiago de Querétaro, Mexiko (seit 3. September 2002)
- Port of Spain, Trinidad und Tobago